# Fremont (Califórnia)
Fremont é uma cidade localizada no estado americano da Califórnia, no condado de Alameda. Foi fundada em 9 de junho de 1797 e incorporada em 23 de janeiro de 1956.

## Geografia
De acordo com o United States Census Bureau, a cidade tem uma área de 229,1 km², dos quais 202,8 km² estão cobertos por terra e 26,3 km² por água.

## Demografia
Segundo o censo nacional de 2020, a sua população é de 230 504 habitantes e sua densidade populacional é de 1 136,4 hab/km². Possui 74 450 residências, que resulta em uma densidade de 367,1 residências/km². É a 16ª cidade mais populosa do estado e a 96ª mais populosa do país.

## Marcos históricos
A relação a seguir lista as 5 entradas do Registro Nacional de Lugares Históricos em Fremont. O primeiro marco foi designado em 6 de maio de 1971 e o mais recente em 13 de outubro de 2010.
- California Nursery Co. Guest House
- George Washington Patterson Ranch-Ardenwood
- Mission San Jose
- Niles Canyon Transcontinental Railroad Historic District
- Washington Union High School